# Athetis cervina
Athetis cervina är en fjärilsart som beskrevs av Moore 1881. Athetis cervina ingår i släktet Athetis och familjen nattflyn. Inga underarter finns listade i Catalogue of Life.